# Campionati europei di ciclismo su strada 2020 - Cronometro femminile Junior
La cronometro femminile Junior dei Campionati europei di ciclismo su strada 2020, sedicesima edizione della prova, si disputò il 24 agosto 2020 su un percorso di 25,6 km con partenza ed arrivo da Plouay, in Francia. La medaglia d'oro fu appannaggio dell'olandese Elise Uijen, la quale completò il percorso con il tempo di 37'24"87, alla media di 41,05 km/h; l'argento andò alla francese Maëva Squiban e il bronzo all'italiana Carlotta Cipressi.
Partenza con 24 cicliste, le quali tutte portarono a termine la competizione.

## Ordine d'arrivo (Top 10)
| Pos. | Corridore          | Squadra     | Tempo    |
| ---- | ------------------ | ----------- | -------- |
| 1    | Elise Uijen        | Paesi Bassi | 37'24"87 |
| 2    | Maëva Squiban      | Francia     | a 1'01"  |
| 3    | Carlotta Cipressi  | Italia      | a 1'28"  |
| 4    | Shirin van Anrooij | Paesi Bassi | a 1'44"  |
| 5    | Annika Liehner     | Svizzera    | a 1'53"  |
| 6    | Hannah Buch        | Germania    | 2'03"    |
| 7    | Julie De Wilde     | Belgio      | 2'05"    |
| 8    | Nora Jenčušová     | Slovacchia  | a 2'23"  |
| 9    | Daniela Campos     | Portogallo  | a 2'24"  |
| 10   | Alla Marushchuk    | Ucraina     | a 2'30"  |